# تالشلی
تالشلی (به لاتین: Talışlı) یک منطقه مسکونی در جمهوری آذربایجان است که در شهرستان لنکران و در دهیاری هفتانی واقع شده‌است.

## تاریخچه
این آبادی به همراه هفتانی، ایستی‌سو و لج ودیگر مناطق مجاور که در میانه‌های سه بیستم به سکونتگاه تبدیل شدند متعلق به مردی زمین‌دار به نام کارپوویچ (Karpoviç) بود که اصالتاً لهستانی یا یهودی بود. با توجه به تنش‌های موجود پس از انقلاب ۱۹۰۷-۱۹۰۵ روسیه، کارپوویچ زمین‌های خود را در سال ۱۹۱۰ به شخصی به نام حاجی عیسی فروخت. این منطقه اگرچه تا اواخر دهه ۱۹۸۰ میلادی نام رسمی نداشت (این منطقه بخشی از آبادی هفتانی بود)، دو نام کارپوویچ و حاجی‌کند برای این روستا در میان مردم بومی به کار می‌رفت.